# Some Like It Hot (1939)
Some Like It Hot (bra Garota Apaixonada ou Garota Encantadora) é um filme estadunidense de 1939, do gênero comédia musical, dirigido por George Archainbaud, com roteiro de Wilkie C. Mahoney e Lewis R. Foster baseado na peça The Great Magoo, de Ben Hecht e Gene Fowler.
A peça de Hetch e Fowler há havia sido filmada em 1934, também pela Paramount Pictures, com o título de Shoot the Works.EAMES, John Douglas, The Paramount Story, Londres: Octopus Books, 1985 (em inglês)</ref>
O filme foi renomeado como Rhythm Romance para exibições na TV, a fim de evitar confusões com seu homônimo mais famoso, com o qual não tem nenhuma relação.

## Sinopse
Nicky Nelson é um empresário de beira de calçada que tenta atrair passantes para ver a banda de seu amigo Gene Krupa. Como a estratégia fracassa, ele leva os músicos para um clube, onde encontra a cantora Lily Racquel. Ele se aproveita dela enquanto finge ajudá-la, mas o amor acaba por redimi-lo.

## Elenco
| Ator/Atriz      | Personagem       |
| --------------- | ---------------- |
| Bob Hope        | Nicky Nelson     |
| Shirley Ross    | Lily Racquel     |
| Una Merkel      | Flo Saunders     |
| Gene Krupa      | Gene Krupa       |
| Rufe Davis      | Stoney           |
| Bernard Nedell  | Stephen Hanratty |
| Richard Denning | Weems            |